# 11-й гусарський полк (Австро-Угорщина)
11-ий гусарський полк — полк цісарсько-королівської кавалерії Австро-Угорщини.
Повна назва: K.u.k. Husaren-Regiment «Ferdinand I. König der Bulgaren» Nr. 11 

Дата утворення — 1762 рік.

Почесний шеф — болгарський король Фердинанд І Кобург.

## Склад полку
Набір рекрутів — з 1889 року Прессбург (Братислава).
Національний склад полку (липень 1914) — 96 % угорців та 4 % інших.
Мови полку (1914) — угорська.

## Інформація про дислокацію

### Перша світова
- 1914 рік — штаб і І-й дивізіон — Ланцут; ІІ-й дивізіон — Перемишль[4] .
.
- 1914 — входить до складу IV корпусу, 6 кавалерійська дивізія, 14 Бригада кавалерії

## Командири полку
- 1859: Август Буяновіч де Аґґ-Телек[5]
- 1865: Август Буяновіч де Аґґ-Телек[6]
- 1879: Ґеза Капдебо де Барацгаз[7]
- 1908: Людвіг Хорват фон Банхорват[8]
- 1914: Алексадр Сіво де Бунья[9]